# Siberische grijze ruiter
De Siberische grijze ruiter (Tringa brevipes synoniem: Heteroscelus brevipes) is een vogel uit de familie van snipachtigen (Scolopacidae). Deze vogel lijkt op een tureluur en broedt in het noordoosten van Siberië. Na de broedtijd trekken zij naar de kusten van landen in Zuidoost-Azië en verder tot Australië.

## Herkenning

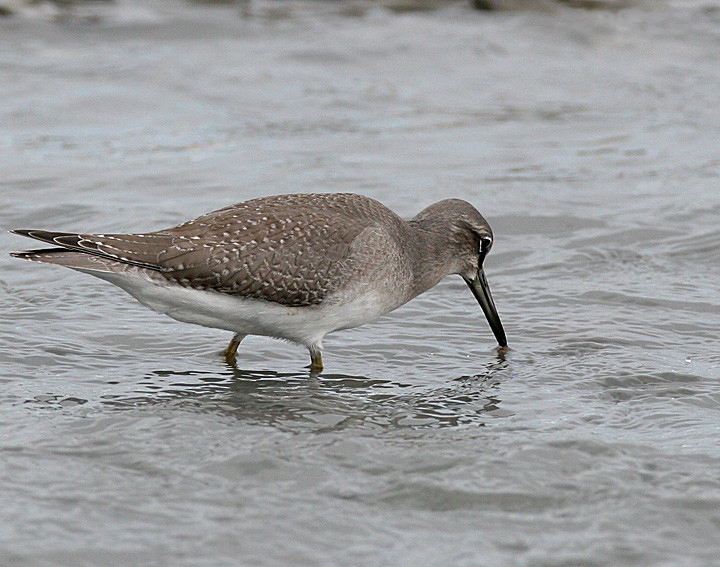
Siberische grijze ruiter in winterkleed

De Siberische grijze ruiter is een elegante steltloper van gemiddeld 25,5 cm lengte. In de broedtijd heeft de vogel fijne horizontale lijntjes op de borst, geleidelijk naar onder verdwijnend zodat de buik egaal wit is. Dit is het verschil met de Amerikaanse grijze ruiter die ook streepjes op de borst heeft (meer uitgesproken) die doorlopen tot op de buik. Verder heeft de Siberische grijze ruiter een zwarte oogstreep, witte wenkbrauwstreep en een donkere kruin. De snavel is kaarsrecht en donker. De poten zijn vuilgeel tot groen. Buiten de broedtijd is de borst egaal lichtgrijs gekleurd, naar de buik toe geleidelijk overgaand in vuilwit.
Beide soorten, de Siberische en de Amerikaanse grijze ruiter hebben geen tekening op de vleugel en daarmee onderscheiden zij zich van de andere soorten uit het geslacht Tringa.

## Verspreiding en leefgebied
De Siberische grijze ruiter broedt in het midden en oosten van Siberië langs stenige oevers van rivieren. Het nest ligt op de grond, maar de vogel heeft ook de gewoonte om in bomen te zitten.In de winter trekt de vogel naar zeekusten en houdt zich dan op aan rotsige kusten, koraalriffen, kreken in mangrovebossen, wadden en stranden.
In West-Europa is het een uiterst zeldzame dwaalgast met slechts een paar bevestigde waarnemingen in Groot-Brittannië en Zweden. Ook in Nederland is de soort één keer gezien, namelijk in 2010 op de pier van IJmuiden.

## Status
De grootte van de populatie werd in 2014 geschat op 29.500 volwassen individuen. De aantallen nemen af met een snelheid van 25 tot 29% over een periode van 17 jaar (drie generaties; 1,7 tot 2% per jaar). Op de trekroute langs de kusten van Oost-Azië treedt veel habitatverlies op door landaanwinning, watervervuiling, de aanleg van infrastructuur en jachtactiviteiten. Om deze redenen staat deze steltloper als gevoelig op de Rode Lijst van de IUCN.
In Australië staat deze steltloper op de lijst van Migratory Species (trekvogels) uit de Environment Protection and Biodiversity Conservation Act 1999 (vergelijkbaar met de Nederlandse Flora- en faunawet).